# Molnia (lanceur)
Pour les articles homonymes, voir Molnia.

Le lanceur Molnia

Molnia (du russe : Молния, « la foudre ») est un lanceur soviétique développé au début des années 1960 à partir de la fusée Vostok pour lancer des sondes spatiales vers Mars, Vénus et la Lune. À partir du début des années 1970 il est quasiment exclusivement utilisé pour lancer des satellites d'alerte précoce US-K et des satellites de télécommunications Molnia qui présentent la particularité de circuler sur le même type d'orbite elliptique haute dite orbite de Molnia. 
Molnia fait partie de la famille de lanceurs dérivés du missile R7 Semiorka qui ont joué un rôle central dans le programme spatial soviétique. La fusée Molnia dérive du lanceur Vostok mais elle comporte un étage supérieur plus puissant, le Bloc I qui remplace le bloc E et qui a été développé pour le lanceur Soyouz. Enfin le tout est coiffé d'un quatrième étage le bloc L qui n'existait pas sur la Vostok et qui fait l'objet de deux premières spatiales : il est mis à feu après une phase de vol non propulsif et il utilise le S1.5400 premier moteur-fusée mettant en œuvre le cycle à combustion étagée. Après une première version à la fiabilité désastreuse, une version plus puissante (Molnia M) devient opérationnelle à compter de 1965. En tout 320 fusées Molnia sont tirées entre 1960 et 2010. Les lanceurs Molnia étaient fabriqués à l'Usine Progress située dans la ville de Samara.

## Historique
Le développement de Molnia débute officiellement le 4 juin 1960. L'objectif du projet est de disposer d'un lanceur permet d'envoyer des sondes spatiales  vers les planètes Mars et Vénus.  Elle est d'ailleurs appelée  initialement Venera (du nom de la série des sondes envoyées vers Vénus) et ne prendra sa désignation officielle de Molnia qu'en 1965 lorsqu'elle commence à être utilisée   pour placer en orbite haute les satellites de télécommunications du  même nom.  Au début des années 1960, l'Union soviétique dispose du lanceur Vostok mais celui-ci manque de puissance pour envoyer une sonde spatiale vers les planètes Mars et Vénus. La solution retenue est de remplacer l'étage supérieur de la fusée Vostok, le bloc E, par deux étages : le bloc I surmonté par le bloc L. Le bloc L présente initialement une fiabilité très faible. Sur les 27 vols de Molnia qui ont lieu avec la configuration initiale entre 1960 et 1970, 15 sont des échecs souvent liés à une défaillance du bloc L. Celle-ci porte le plus souvent sur l'allumage ou la durée de fonctionnement trop brève. À partir de 1965 une version plus puissante et plus fiable de l'étage est utilisée portant la charge utile pour la destination de Mars de 890 à 980 kg. 

### Rôle du lanceur Molnia dans le programme spatial soviétique
Le lanceur Molnia joue un rôle central dans l'histoire de l'exploration du système solaire puisqu'il place en orbite toutes les sondes spatiales soviétiques vers Mars et Vénus jusqu'au début des années 1970. C'est ainsi que le 12 février 1961 un lanceur Molnia lance Venera 1 la première sonde spatiale qui réussit à se diriger vers une autre planète. Les Molnia lancent les sondes spatiales lunaires Luna 4 à 14, les sondes martiennes Mars 1 à 3 et les sondes vénusiennes Venera 1 à 8. Par la suite le lanceur est remplacé dans cet usage par la fusée Proton plus puissante. Sa capacité à placer des charges utiles sur des orbites hautes est utilisée quasi exclusivement pour mettre en orbite les satellites d'alerte précoce US-K et ldes satellites de télécommunications Molnia qui circulent sur une orbite elliptique haute dite orbite de Molnia et qui lui donnent son nom,.

## Caractéristiques techniques
| Caractéristique                     | 1er étage                   | 2e étage                    | 3e étage                    | 4e étage                    |
| ----------------------------------- | --------------------------- | --------------------------- | --------------------------- | --------------------------- |
| Désignation                         | Blocs B, D, W, G            | Bloc A                      | Bloc I                      | Bloc L                      |
| Dimensions (longueur × diamètre)    | 19,8 × 2,68 m               | 28,75 × 2,95 m              | 8,1 m × 2,66 m              | 5,1 × 2,8 m                 |
| Masse (masse à vide)                | 4 x 43,4 t (4 x 3,7 t)      | 100,6 t (6,8 t)             | 24,8 t (2 t)                | 7 t (1,2 t)                 |
| Moteur-fusée                        | 4 × RD-107                  | RD-108                      | RD-0110                     | S1.5400A                    |
| Poussée maximale                    | 4 x 754,9 kN                | 672,3 kN                    | 298 kN                      | 69 kN                       |
| Impulsion spécifique (dans le vide) | 257 s (au niveau de la mer) | 248 s (au niveau de la mer) | 330 s                       | 340 s                       |
| Durée de fonctionnement             | 119 s                       | 291 s                       | 200 s                       | 285 s                       |
| Ergols                              | Kérosène et Oxygène liquide | Kérosène et Oxygène liquide | Kérosène et Oxygène liquide | Kérosène et Oxygène liquide |

### Le bloc I
Le bloc I remplace le bloc E du lanceur Vostok. Avec une masse de 24,8 tonnes (masse à vide de 1 976 kg), il est chargé de placer le quatrième étage ainsi que la charge utile sur une orbite basse (200 × 500 km). Il est propulsé par un nouveau moteur, le RD-0110, premier moteur-fusée à usage spatial développé par le bureau d'études KB Khimautomatiki dirigé par Sémion Kosberg. Ce moteur reprend une architecture commune sur les lanceurs Semiorka avec une turbopompe unique alimentant 4 chambres de combustion et leur tuyère. La turbopompe est mise en mouvement par les gaz d'un générateur à gaz qui sont également utilisés par quatre petits moteurs-verniers pour maintenir l'orientation du lanceur dans les trois axes. Sa poussée est de 298 kN. il fonctionne durant 200 secondes. Contrairement au bloc E qu'il remplace, les réservoirs d'ergols sont de forme cylindrique et non toroïdale. Le bloc I est long de 8,1 mètres pour un diamètre de 2,66 m,.

### Le bloc L

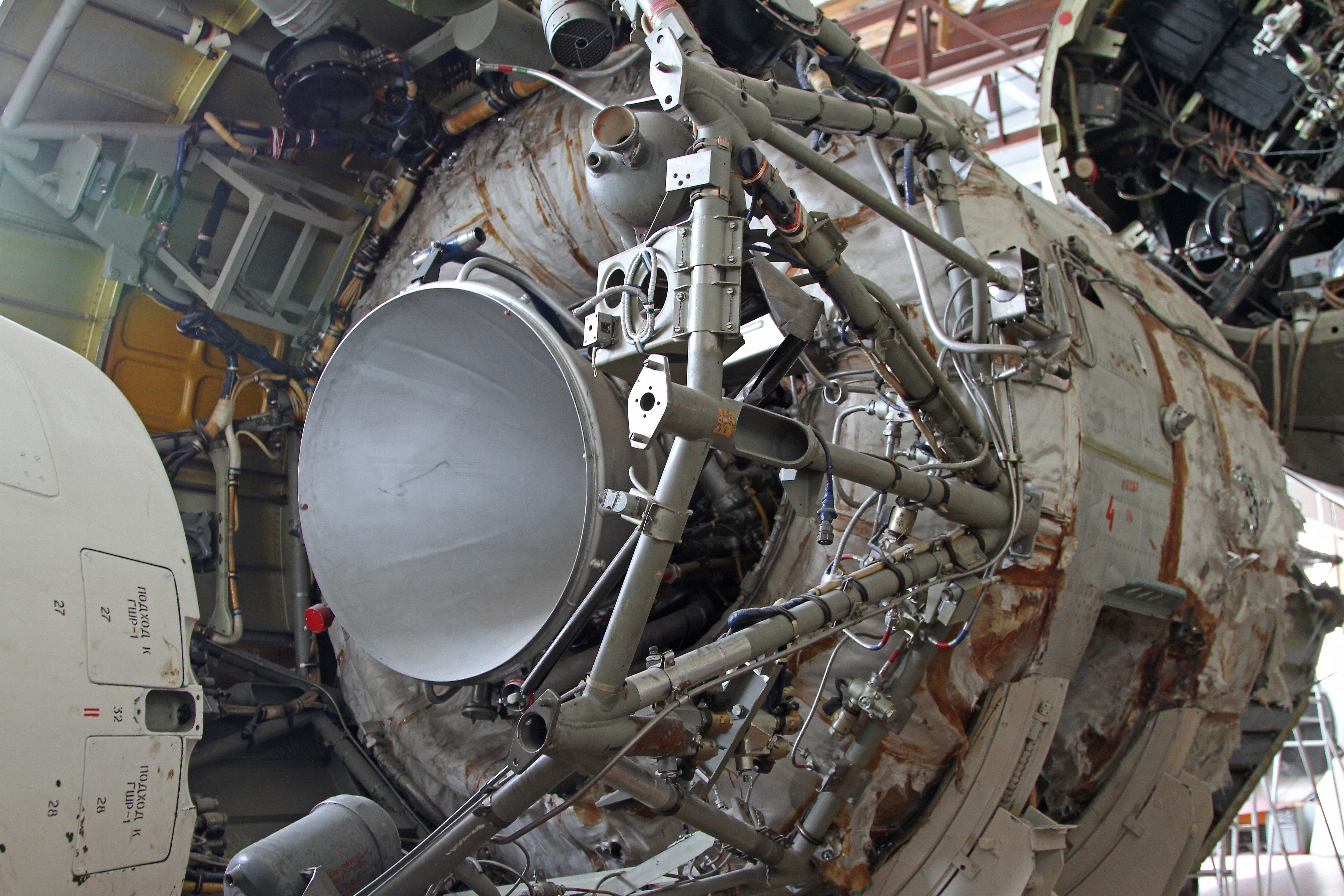
Bloc L

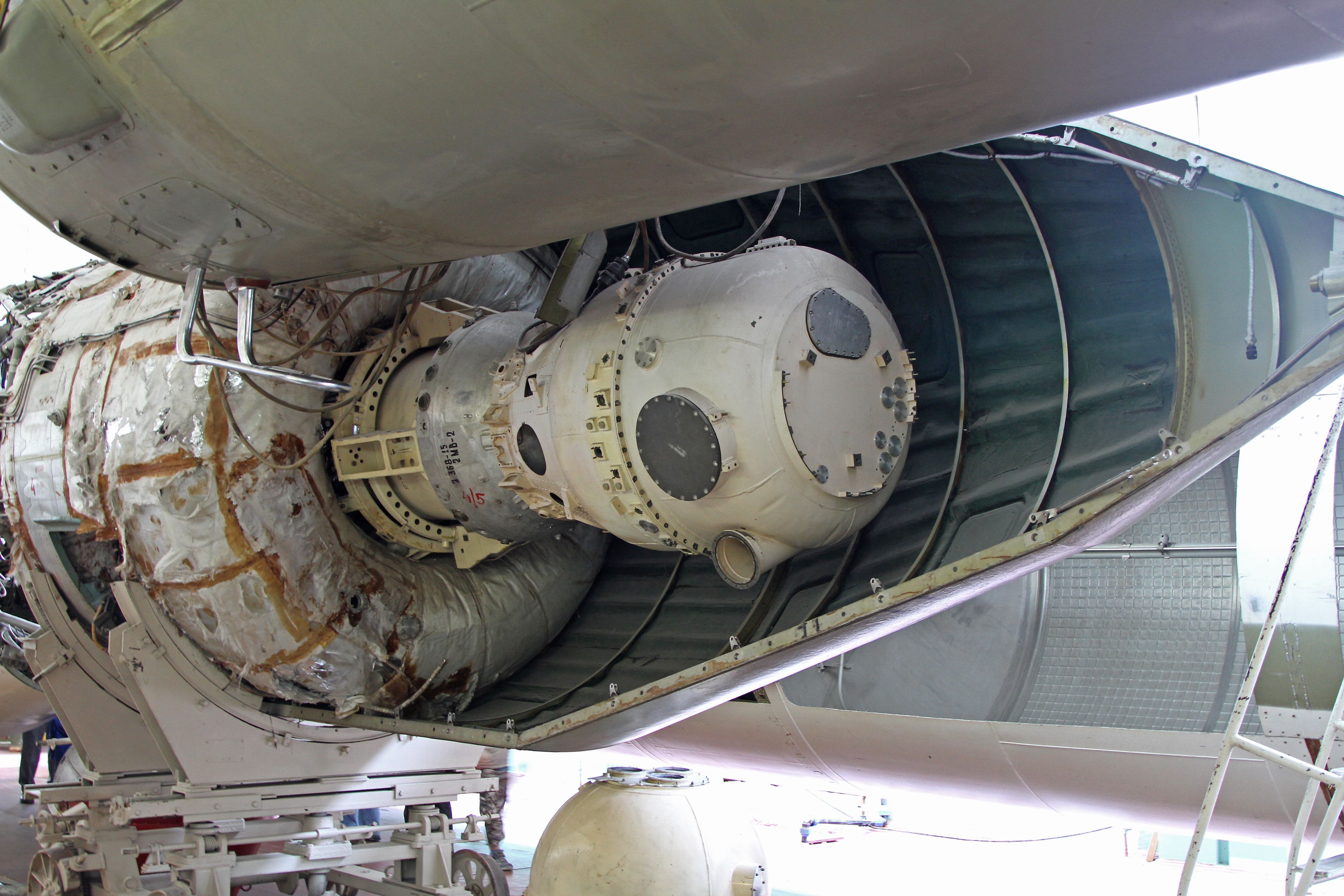
Bloc L du lanceur Molnia avec une sonde spatiale de la série 2MV mise en œuvre sans succès au début des programmes Mars et Venera.

L'étage supérieur Bloc L est un nouvel étage qui est utilisé pour fournir la vitesse nécessaire à la charge utile circulant en orbite basse (200 × 500 km) )à la suite de l'extinction du Bloc I pour la placer selon le cas sur une orbite haute (satellites de télécommunications) ou une orbite interplanétaire (sondes spatiales). Pour viser ces orbites, l'étage est allumé après une période de vol libre au cours duquel son orientation est maintenue fixe à l'aide du système de contrôle d'attitude SOIS. L'étage donne lieu à plusieurs innovations technologiques.  Le moteur-fusée à ergols liquides S1.5400 qui le propulse et brûle le mélange d'ergols kérosène / oxygène liquide est le premier moteur à mettre en œuvre un cycle à combustion étagée permettant des gains significatifs au niveau de son impulsion spécifique (7 à 10 %) qui monte à 342 secondes. Pour la mise à feu du Bloc L les ingénieurs soviétiques ont recours à une deuxième innovation : un petit propulseur à propergol solide (BOZ) est utilisé avec deux objectifs. La poussée produite plaque les ergols, qui étaient dispersés dans les réservoirs par l'absence de gravité, contre le fond et garantit l'alimentation initiale du moteur. Par ailleurs les gaz produits par le bloc de poudre entrainent une petite turbine qui met en rotation la turbopompe. Celle-ci est entrainée par la suite par les gaz produits par une pré-chambre de combustion. Les gaz utilisés pour entrainer la turbopompe comme ceux accélérés par celle-ci sont injectés dans la chambre de combustion (principes du cycle  à combustion étagée). La pression dans cette dernière est de 54 bars. L'orientation du moteur peut être modifiée de 3° ce qui permet de contrôler l'attitude du lanceur en lacet et en tangage. Le contrôle en roulis est pris en charge par deux moteurs auxiliaires de 100 newtons de poussée. Une fois que le moteur est démarré, le propulseur BOZ est largué. Le moteur S1.5400 une fois éteint ne peut pas être remis en marche. Il fonctionne durant 285 secondes dans la deuxième version déployée.
La première version du bloc L, dont la structure dérive du bloc E, utilise deux réservoirs toroïdaux de 60 cm de diamètre pour stocker les ergols. Il a une masse à vide de 1,08 tonne et avec les ergols de 5,1 tonnes. Le propulseur BOZ représente 700 kg et le moteur à sec pèse environ 150 kg. L'étage est long de 5,1 mètres et son diamètre est de 2,8 mètres. La deuxième version de l'étage utilise un moteur-fusée amélioré mais surtout transporte une quantité nettement plus importante d'ergols : sa masse au lancement passe à 6,66 tonnes pour une masse à vide de 1,16 tonne. Les dimensions extérieures restent inchangées.

## Molnia-M
À partir de 1964, apparaît Molnia-M, qui a été retirée du service en 2010.

## Les premiers lancements
| Date              | Charge                       | Résultat | Version |
| ----------------- | ---------------------------- | -------- | ------- |
| 10 octobre 1960   | Mars 1A                      | Échec    |         |
| 14 octobre 1960   | Mars 1B                      | Échec    |         |
| 4 février 1961    | Venera 1A                    | Échec    |         |
| 12 février 1961   | Venera 1                     | Succès   |         |
| 25 aout 1962      | Venera 2A                    | Échec    |         |
| 12 septembre 1962 | Venera 2B                    | Échec    |         |
| 4 novembre 1962   | Venera 2C                    | Succès   |         |
| 24 octobre 1962   | Spoutnik 22 (Mars-1962A)     | Succès   |         |
| 1er novembre 1962 | Mars 1                       | Succès   |         |
| 4 novembre 1962   | Mars 2A                      | Succès   |         |
| 11 novembre 1963  | Cosmos 21 (Zond)             | Échec    |         |
| 4 janvier 1963    | Spoutnik 25                  | Échec    | L       |
| 3 février 1963    | Luna 4A                      | Échec    | L       |
| 2 avril 1963      | Luna 4                       | Succès   | L       |
| 11 novembre 1963  | Cosmos 21 (Zond 1)           | Succès   |         |
| 19 février 1964   | Zond 1A                      | Échec    | M       |
| 21 mars 1964      | Luna 5A                      | Échec    | M       |
| 27 mars 1964      | Venera 2D (Cosmos 27)        | Échec    | M       |
| 2 avril 1964      | Zond 1                       | Succès   | M       |
| 20 avril 1964     | Luna 5B                      | Échec    | M       |
| 4 juin 1964       | Molnia 1A (Orbite de Molnia) | Échec    |         |
| 22 aout 1964      | Comos 41 (Molnia 1B)         | Succès   |         |
| 30 novembre 1964  | Zond 2                       | Succès   |         |
| 12 mars 1965      | Luna 5C (Cosmos 60)          | Succès   | L       |
| 10 avril 1965     | Luna 5D                      | Échec    | L       |
| 23 avril 1965     | Molnia 1                     | Succès   |         |
| 9 mai 1965        | Luna 5                       | Succès   | M       |
| 8 juin 1965       | Luna 6                       | Succès   | M       |
| 18 juillet 1965   | Zond 3                       | Succès   |         |
| 4 octobre 1965    | Luna 7                       | Succès   |         |
| 14 octobre 1965   | Molnia 1                     | Succès   |         |
| 12 novembre 1965  | Venera 2                     | Succès   | M       |
| 16 novembre 1965  | Venera 3                     | Succès   | M       |
| 23 novembre 1965  | Cosmos 96 (Venera 4A)        | Échec    | M       |
| 3 décembre 1965   | Luna 8                       | Succès   |         |